# Prêmio W. Wallace McDowell
O Prêmio W. Wallace McDowell (em inglês:  W. Wallace McDowell Award) é concedido pela IEEE Computer Society, por proeminentes contribuições inovativas teóricas, de projeto, educacionais, práticas ou outras similares relacionadas aos interesses da Computer Society. É o maior prêmio concedido somente pela IEEE Computer Society, sendo a seleção do laureado baseada no "maior nível de realização técnica". A IEEE Computer Society (com mais de 85000 membros de todos os campos da computação) é "dedicada ao avanço da teoria, prática e aplicação do computador e tecnologia de processamento da informação." Outro prêmio considerado ser o "mais prestigioso prêmio técnico em computação" é o Prêmio Turing da Association for Computing Machinery (ACM), sendo popularmente referido como o "equivalente ao prêmio Nobel em ciência da computação". O Prêmio W. Wallace McDowell é algumas vezes popularmente referenciado como o "IT Nobel" (Nobel em Tecnologia da Informação).
O prêmio é denominado em memória de W. Wallace McDowell, que foi diretor de engenharia na IBM, durante o desenvolvimento do IBM 701. McDowell foi responsável pela transição de técnicas eletromecânicas para eletrônicas, e pela subsequente transição a dispositivos em estado sólido.
O primeiro laureado foi Fernando Corbató, em 1966, proeminente cientista da computação estadunidense, notável como pioneiro no desenvolvimento de sistemas operacionais com tempo compartilhado, então no Instituto de Tecnologia de Massachusetts. O segundo laureado foi John Backus, em 1967, recebendo o prêmio pelo desenvolvimento do Fortran e a forma sintática incorporada no ALGOL. John Backus desenvolveu o FORTRAN, durante anos o mais difundido e usado sistema de programação do mundo.

## Laureados
| Ano  | Recipientes                                     | Citação |
| ---- | ----------------------------------------------- | --- |
| 1966 | Fernando Corbató                                | Por seu trabalho pioneiro em organizar e liderar o desenvolvimento inicial do primeiro sistema de computador de compartilhamento de tempo prático em grande escala e por seus esforços incansáveis em fornecer orientação para todo o conceito de compartilhamento de tempo. |
| 1967 | John Backus                                     | |
| 1968 | Seymour Cray                                    | |
| 1969 | Herman Lukoff                                   | |
| 1970 | Fred Brooks                                     | |
| 1971 | Tom Kilburn                                     | |
| 1972 | Jean Hoerni                                     | |
| 1973 | David A. Huffman                                | |
| 1974 | Shmuel Winograd                                 | |
| 1975 | Gordon Bell                                     | |
| 1976 | Gene Amdahl                                     | |
| 1977 | Robert Stanley Barton                           | |
| 1978 | Gordon Moore                                    | |
| 1979 | Grace Hopper                                    | |
| 1980 | Donald Knuth                                    | |
| 1981 | Maurice Vincent Wilkes                          | |
| 1982 | Rex Rice                                        | |
| 1983 | Daniel Slotnick                                 | |
| 1984 | Thomas M. McWilliams e Lawrence C. Widdoes, Jr. | |
| 1985 | William D. Strecker                             | |
| 1987 | Sidney Fernbach                                 | |
| 1988 | William Poduska                                 | |
| 1989 | Edward B. Eichelberger e Thomas W. Williams     | |
| 1990 | Lawrence Roberts                                | |
| 1994 | Federico Faggin                                 | |
| 1995 | Kenneth W. Kennedy                              | |
| 1996 | Tim Berners-Lee                                 | |
| 1997 | Marc Andreessen e Eric Bina                     | |
| 1998 | Tilak Agerwala                                  | |
| 1999 | Yale Patt                                       | |
| 2000 | Ray Ozzie                                       | |
| 2001 | Pradeep Khosla                                  | |
| 2002 | Jaishankar M. Menon                             | |
| 2003 | Sartaj Sahni                                    | |
| 2004 | Simon Lam                                       | |
| 2005 | Krishan K. Sabnani                              | |
| 2006 | Benjamin Wah                                    | |
| 2007 | Anil K. Jain                                    | |
| 2008 | Krishna Palem                                   | |
| 2009 | Jiawei Han                                      | |
| 2011 | Ian F. Akyildiz                                 | |
| 2012 | Ronald Fagin                                    | |
| 2013 | Maurice Herlihy                                 | Por contribuições fundamentais para a teoria e prática da computação multi-processador. |
| 2014 | Hanan Samet                                     | Por contribuições fundamentais para o desenvolvimento de estruturas de dados espaciais multidimensionais e indexação, validação de tradução e código de prova. |
| 2015 | Viktor K. Prasanna                              | Por contribuições fundamentais de algoritmos e arquiteturas específicas de aplicativos para a computação reconfigurável. |
| 2016 | Dexter Kozen                                    | Por contribuições inovadoras para tópicos que vão desde a complexidade computacional, à análise de cálculos algébricos, à lógica de programas e verificação. |
| 2017 | Srinivas Devadas                                | Por contribuições fundamentais que moldaram o campo de hardware seguro, impactando circuitos, microprocessadores e sistemas |
| 2018 | Moti Yung                                       | Por contribuições inovadoras para computador e segurança de rede, prevendo, ambos, cenários de ataque e necessidades de design nesta importante área em evolução. |
| 2019 | Rajesh Kumar Gupta                              | Por contribuições seminais no projeto e implementação de Sistemas Microeletrônicos-on-Chip e Sistemas Ciberfísicos. |
| 2020 | Sushil Jajodia                                  | Por contribuições aos princípios científicos e de engenharia que permitem uma defesa cibernética adaptativa eficaz. |
| 2021 | Charu C. Aggarwal                               | Por contribuições para a descoberta de conhecimento e mineração de dados. |